# Movimento artistico
Un movimento artistico è una corrente artistica, letteraria, pittorica o culturale solitamente caratterizzata da un programma di rottura o rinnovamento rispetto al panorama esistente; più tecnicamente si indica una tendenza estesa che si sviluppa nelle diverse forme dell'arte in un determinato periodo storico e in una determinata zona in una dimensione superiore a quella di un gruppo artistico isolato.
Esistono movimenti artistici di tipo organizzato, come il futurismo e il surrealismo, creati da fondatori e dotati di manifesti e di programmi propri e movimenti di fatto, in qualche modo nati spontaneamente e definibili dall'osservazione della realtà estetica preponderante come il movimento Informale o l'Art Nouveau. Un movimento artistico di fatto è tale quando sia possibile definirne in modo sufficientemente preciso area e consistenza e quando sia possibile descriverne la poetica in ambito storico-critico, intesa come convergenze espressive e linguistiche, intenzionali o meno.
L'identità di un movimento inoltre è spesso configurata attraverso quelle personalità, o aggregazioni di personalità, che ne costituiscono gli elementi fondamentali di ricerca o tendenza.

## Concetto
Secondo le teorie associate al modernismo e al concetto di postmodernismo, i movimenti artistici sono particolarmente importanti durante il periodo di tempo corrispondente all'arte moderna. Si ipotizza che il periodo di tempo chiamato "arte moderna" sia cambiato all'incirca a metà del XX secolo e l'arte realizzata successivamente è generalmente chiamata arte contemporanea. Il postmodernismo nell'arte visiva inizia e funziona come un parallelo al tardo modernismo e si riferisce a quel periodo dopo il periodo "moderno" chiamato arte contemporanea. Il periodo postmoderno iniziò durante il tardo modernismo (che è una continuazione contemporanea del modernismo), e secondo alcuni teorici il postmodernismo è terminato nel 21º secolo. Durante il periodo di tempo corrispondente all'"arte moderna" ogni movimento consecutivo era spesso considerato una nuova avanguardia.
Anche nel periodo denominato "arte moderna" ogni movimento è stato visto corrispondere a un ripensamento un po' grandioso di tutto ciò che lo precedeva, riguardante le arti visive. Generalmente c'era una comunanza di stile visivo che collegava le opere e gli artisti inclusi in un movimento artistico. L'espressione verbale e la spiegazione dei movimenti è venuta dagli artisti stessi, a volte sotto forma di un manifesto artistico, e talvolta da critici d'arte e altri che possono spiegare la loro comprensione del significato della nuova arte allora prodotta.
Nelle arti visive, molti artisti, teorici, critici d'arte, collezionisti d'arte, mercanti d'arte e altri, consapevoli della continuazione ininterrotta del modernismo e della continuazione dell'arte moderna anche nell'era contemporanea, attribuiscono e accolgono le nuove filosofie dell'arte così come appaiono. I teorici postmodernisti ipotizzano che l'idea di movimenti artistici non sia più così applicabile, o non più così distinguibile, come lo era stata la nozione di movimenti artistici prima dell'era postmoderna. Ci sono molti teorici, tuttavia, che dubitano che un'era del genere sia stata o meno un fatto reale; o solo una moda passeggera.

## Principali movimenti artistici della storia[16][17][18][19][20]
- 1000/1200: Romanico
- 1100/1200: Cistercense
- 1150/1400: Gotico
- 1400/1500: Umanesimo
- 1400/1600: Rinascimento
- 1500/1600: Naturalismo
- 1500/1600: Umanesimo Nordico
- 1500/1540: Leonardismo
- 1500/1600: Monumentalismo
- 1600/1700: Barocco
- 1600/1700: Realismo
- 1600/1800: Illusionismo
- 1650/1800: Quadraturismo
- 1700/1900: Orientalismo
- 1715/1770: Rococò
- 1750/1830: Neoclassicismo
- 1770/1900: Neogotico
- 1790/1848: Romanticismo
- 1850/1920: Estetismo
- 1855/1900: Macchiaioli
- 1862/1900: Giapponismo
- 1874/1886: Impressionismo
- 1880/1910: Simbolismo
- 1886/1900: Puntinismo
- 1890/1910: Liberty
- 1905/1907: Fauvismo
- 1905/1925: Espressionismo
- 1907/1914: Cubismo
- 1909/1944: Futurismo
- Dal 1910: Astrattismo
- 1912/1920: Pittura metafisica
- 1916/1920: Dadaismo
- Dal 1924: Surrealismo
- 1940/1960: Arte informale
- Dal 1950: Movimenti artistici contemporanei, come ad esempio la Pop Art.

## Galleria d'immagini

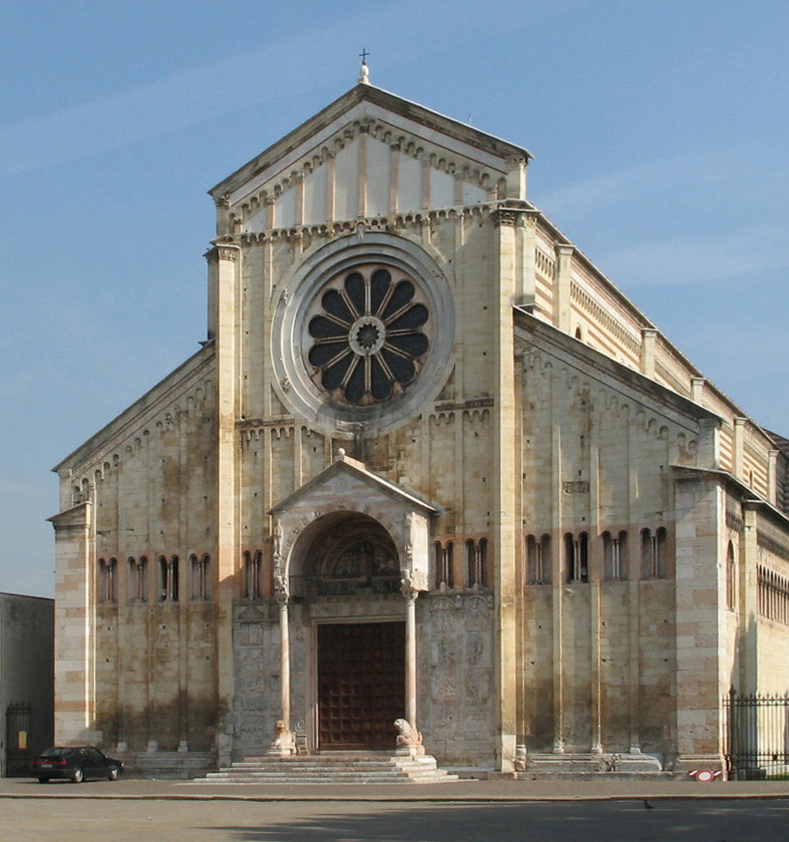
Esempio di Romanico, facciata con arcate cieche, lesene, protiro, leoni stilofori, rosone (Basilica di San Zeno, Verona). IV secolo - 1389
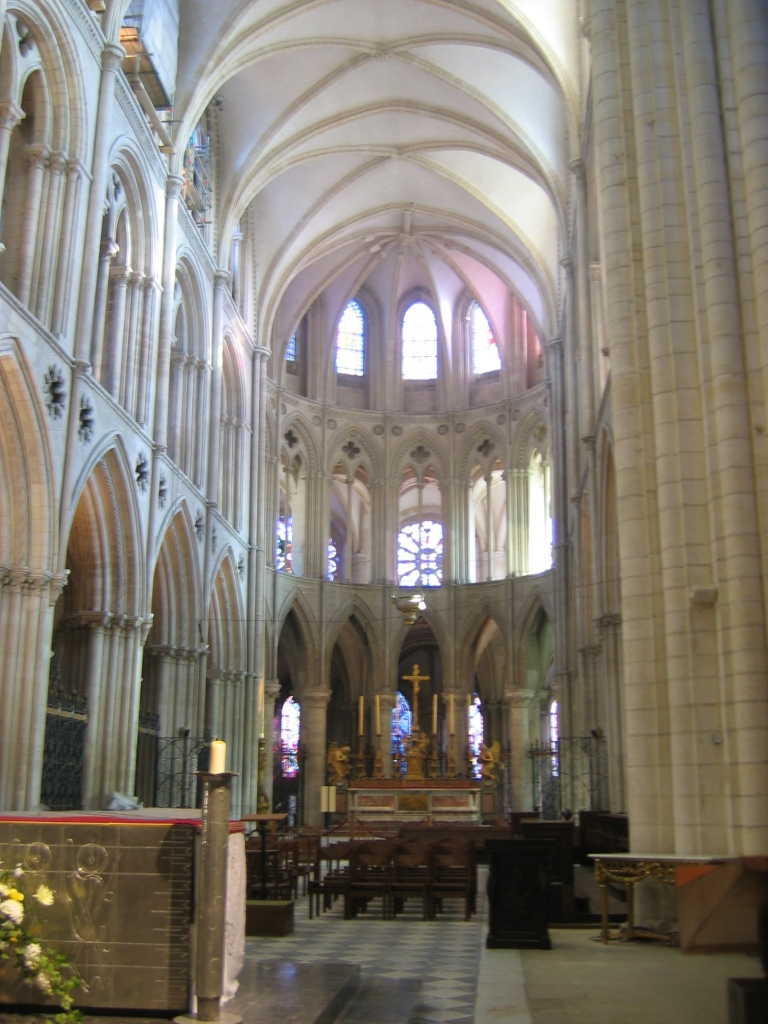
Esempio di Gotico, interno di Saint-Etienne a Caen, 1077
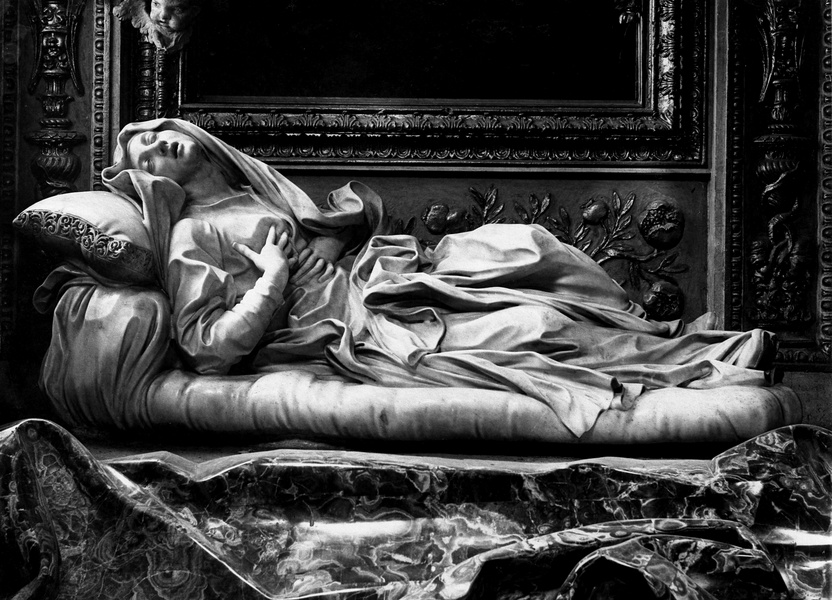
Esempio di Barocco, Gian Lorenzo Bernini, Estasi della Beata Ludovica Albertoni, 1674. Roma, San Francesco a Ripa
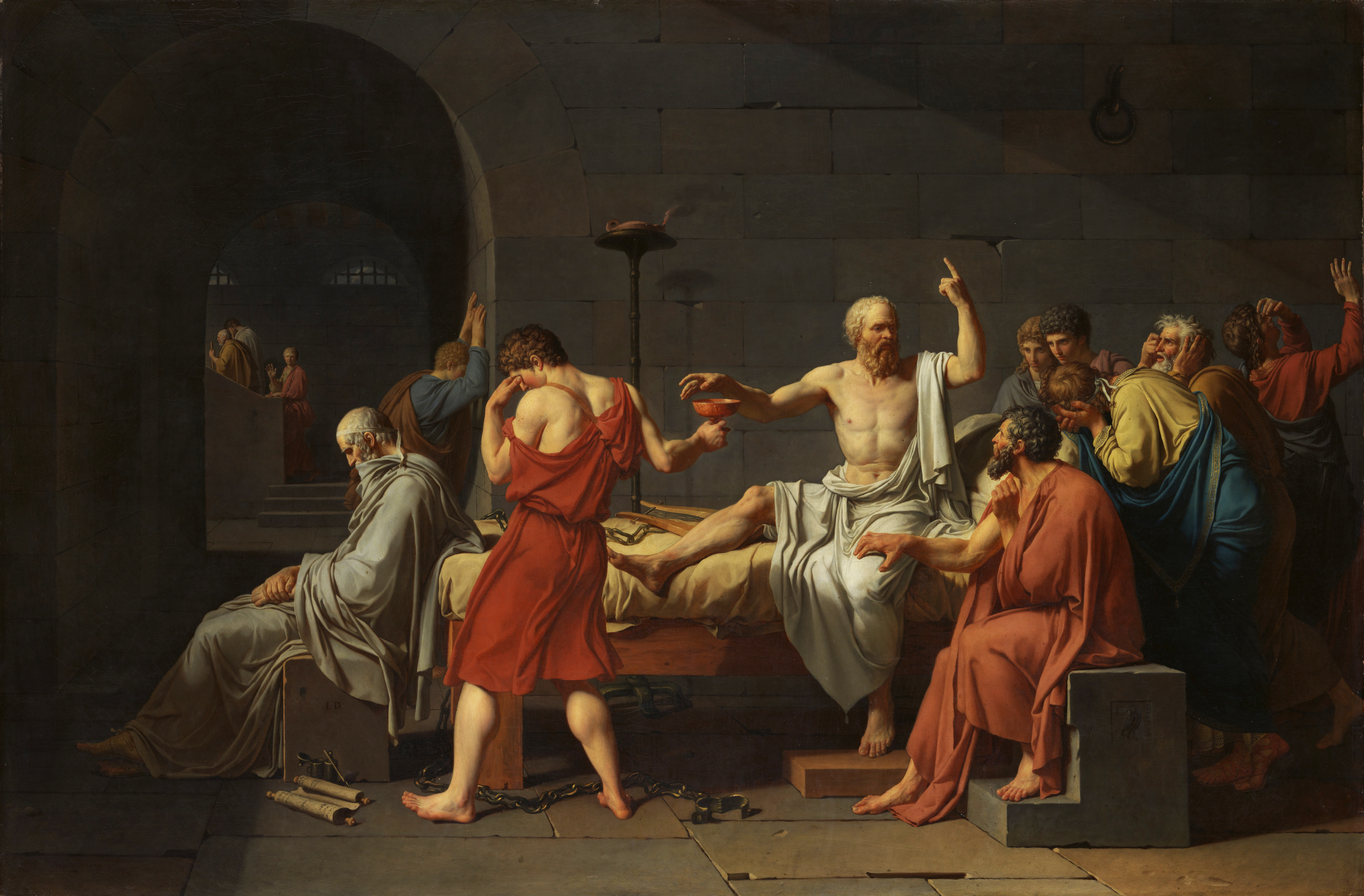
Esempio di Neoclassicismo, La morte di Socrate (1787) di Jacques-Louis David, conservato al Metropolitan di New York
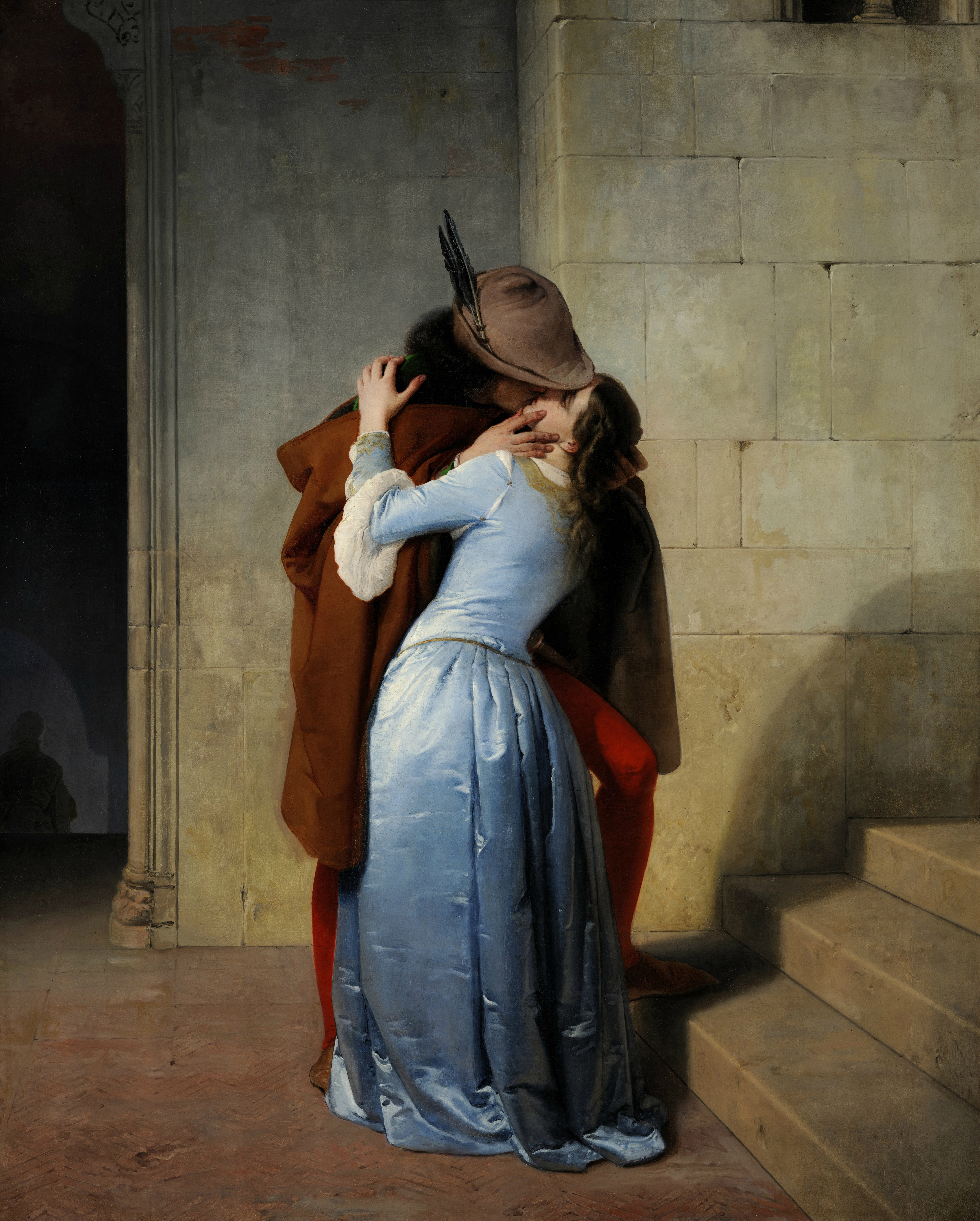
Esempio di Romanticismo, Francesco Hayez, Il bacio, 1859 (Pinacoteca di Brera)
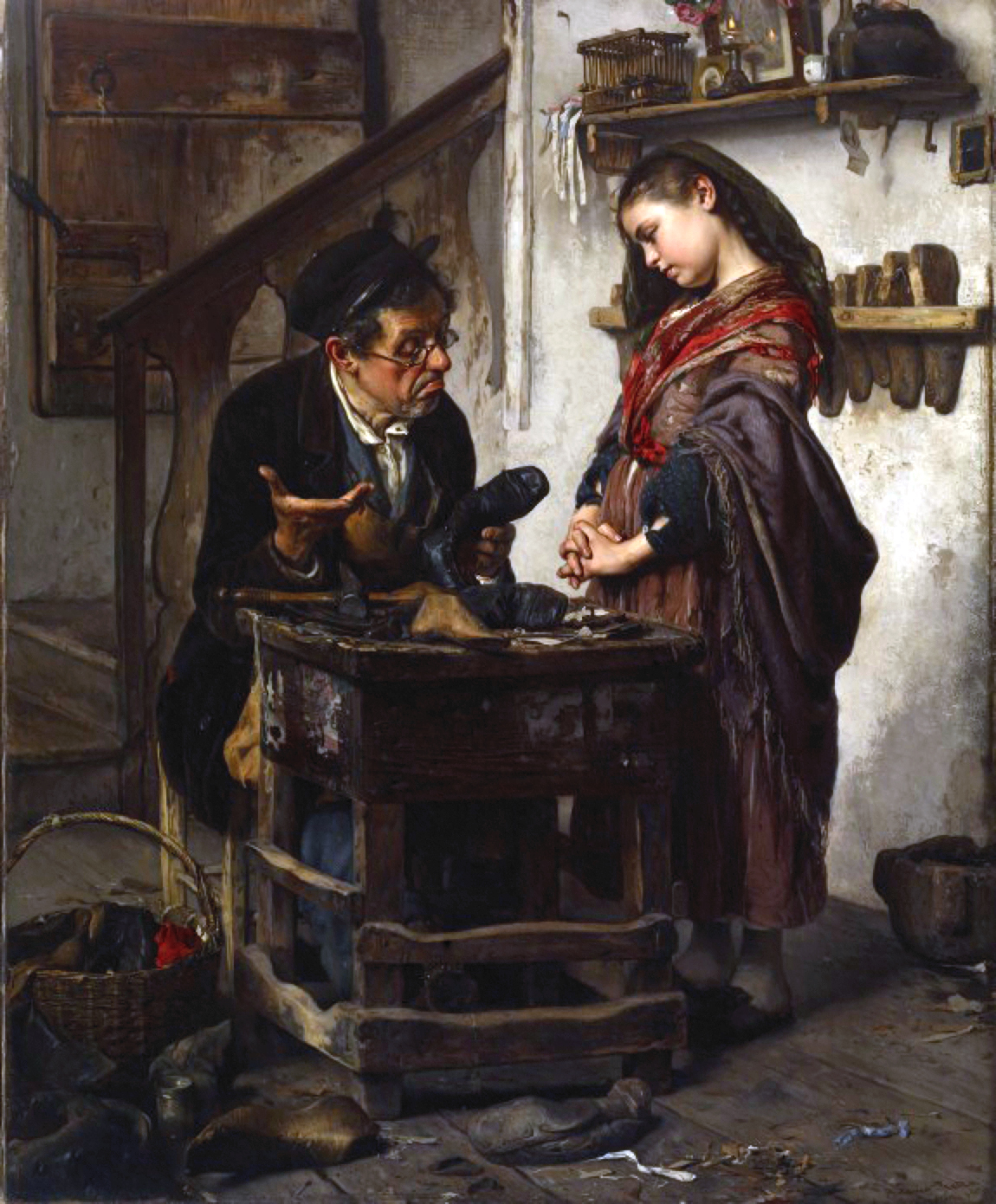
Esempio di Realismo, Antonio Rotta Il caso senza speranza, 1871 Walters Art Museum, Baltimora
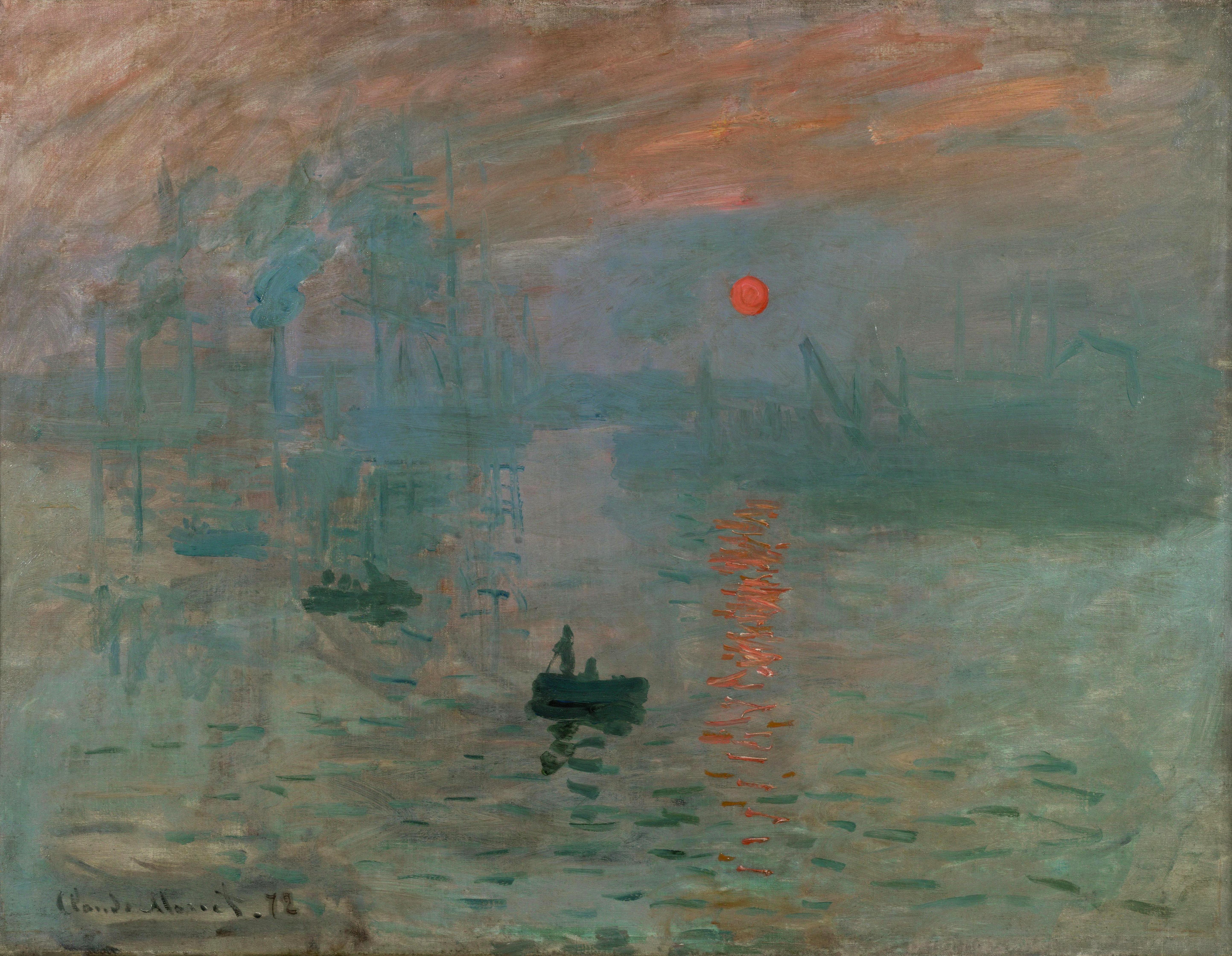
Esempio di Impressionismo, Claude Monet - Impression, soleil levant (1872), olio su tela; Musée Marmottan Monet, Parigi
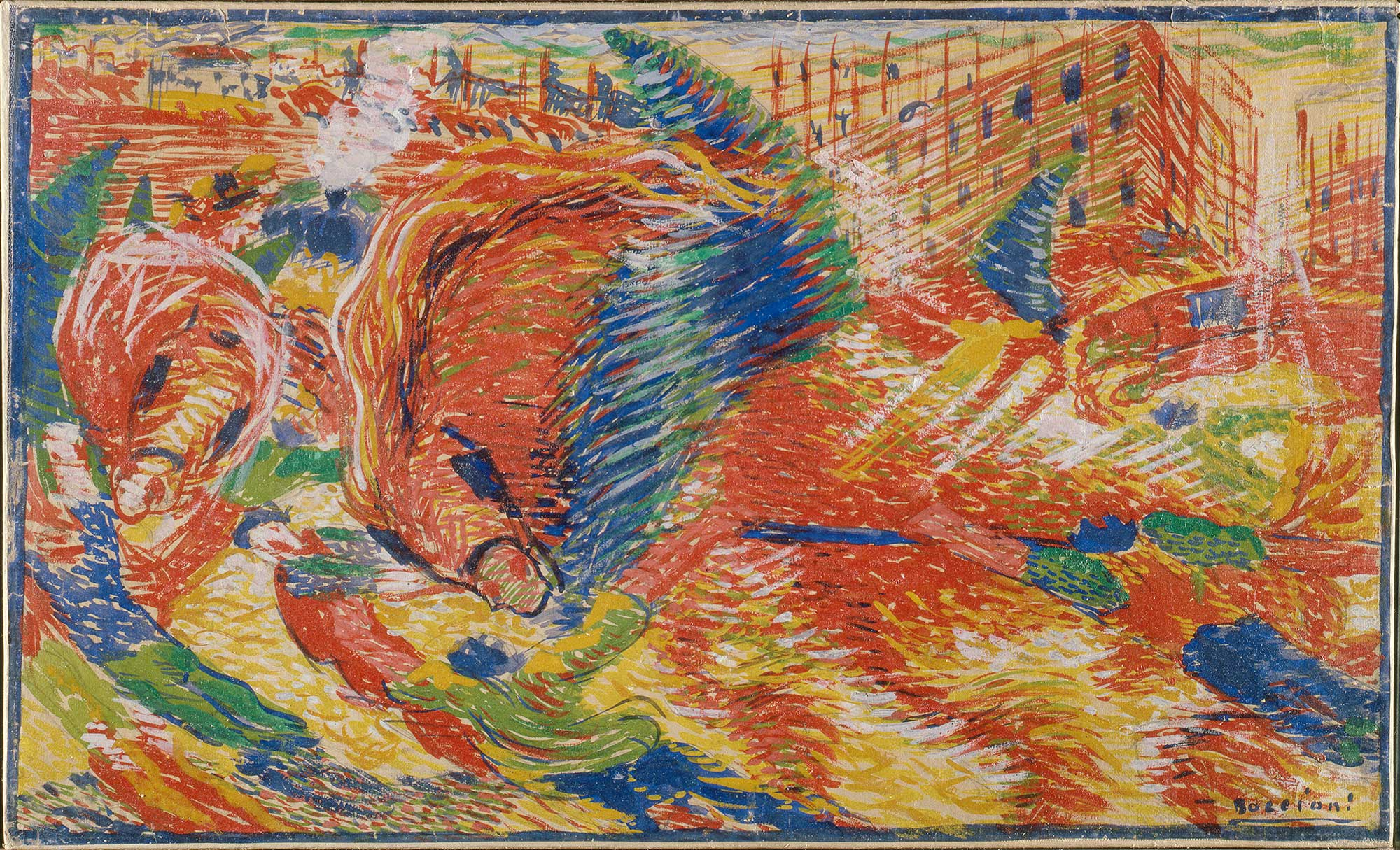
Esempio di Futurismo, Umberto Boccioni La città che sale, bozzetto, 1910 Museum of Modern Art, New York
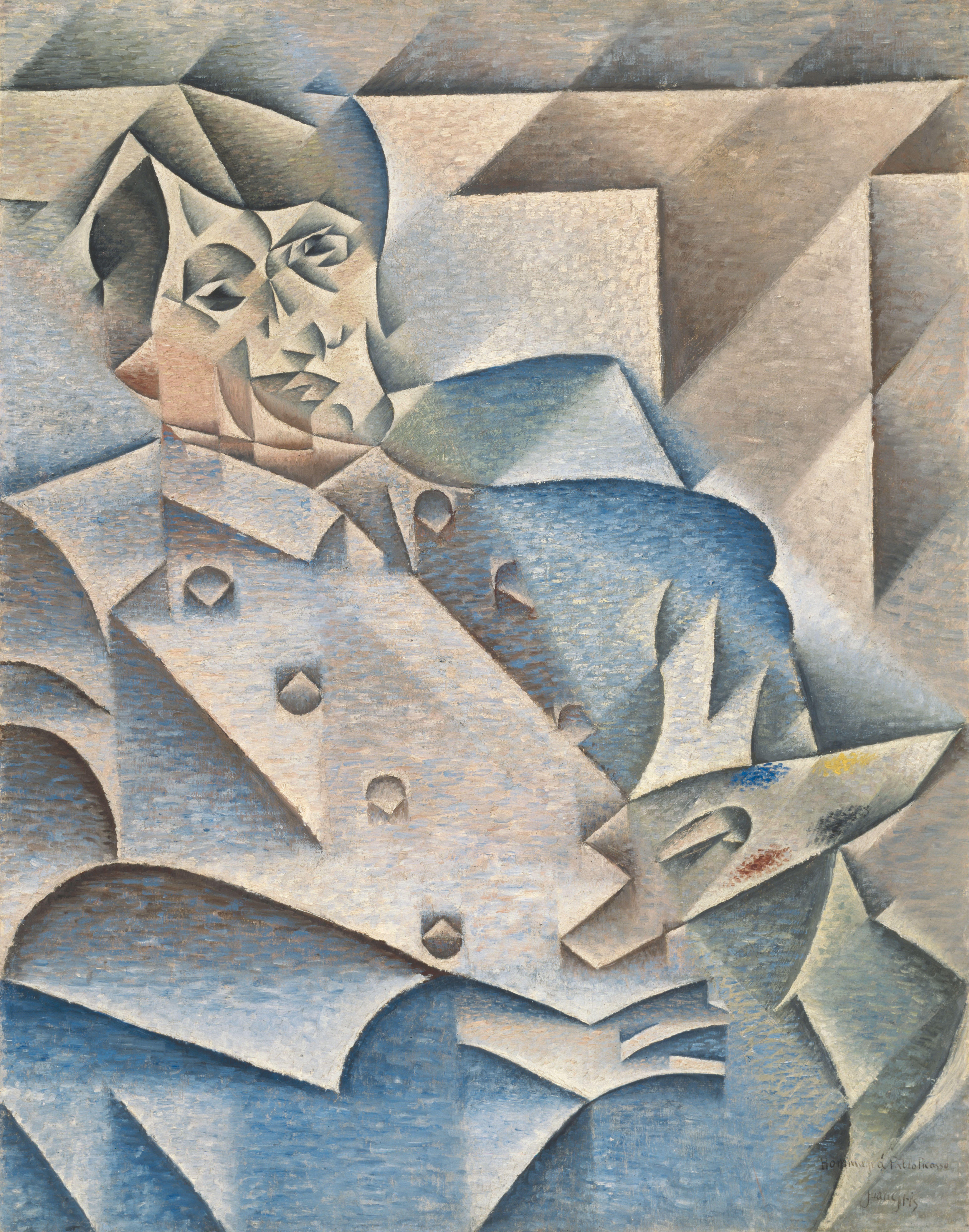
Esempio di Cubismo, Ritratto di Pablo Picasso, di Juan Gris (1887–1927)
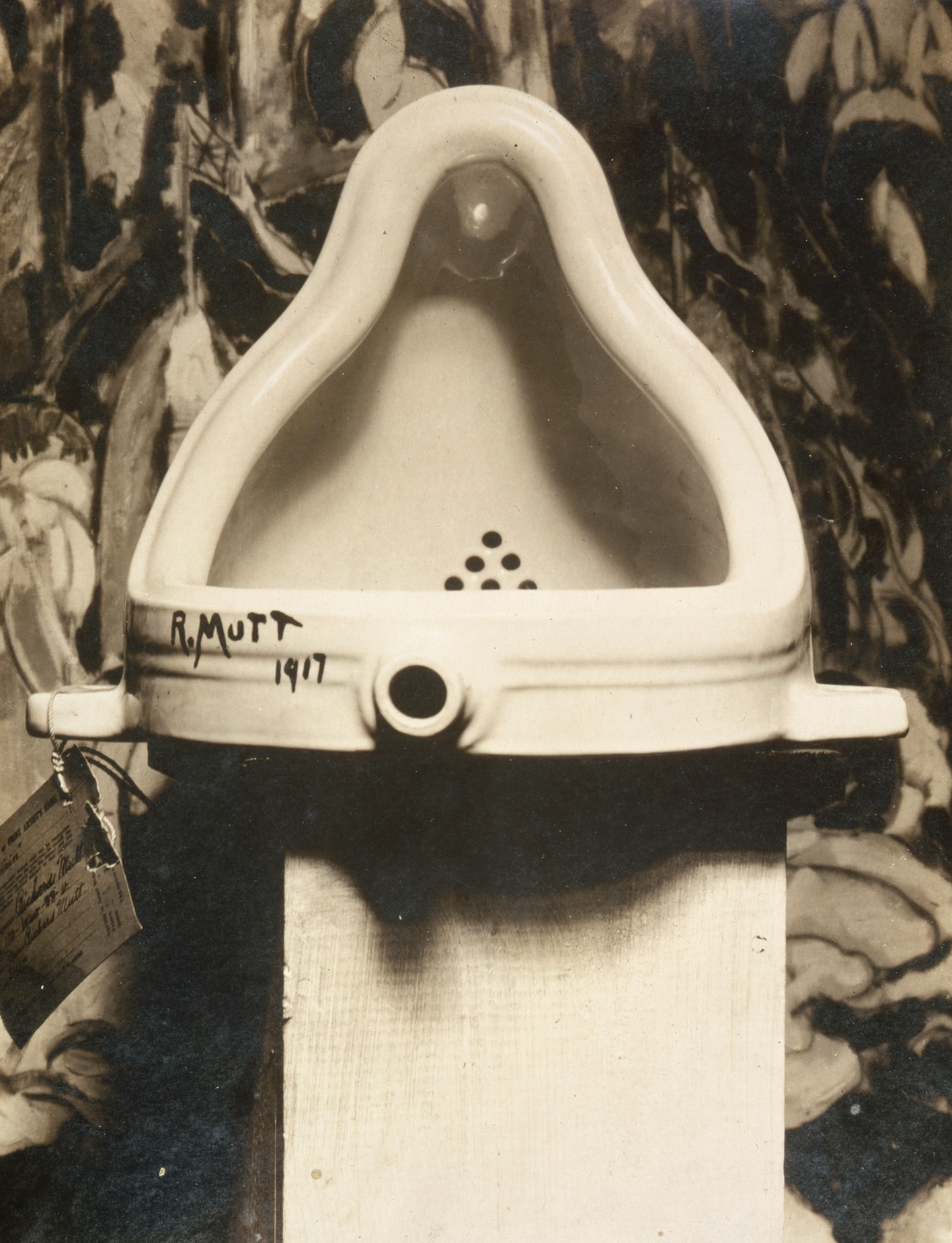
Esempio di opera Dada, R. Mutt (Marcel Duchamp), Fontana, 1917
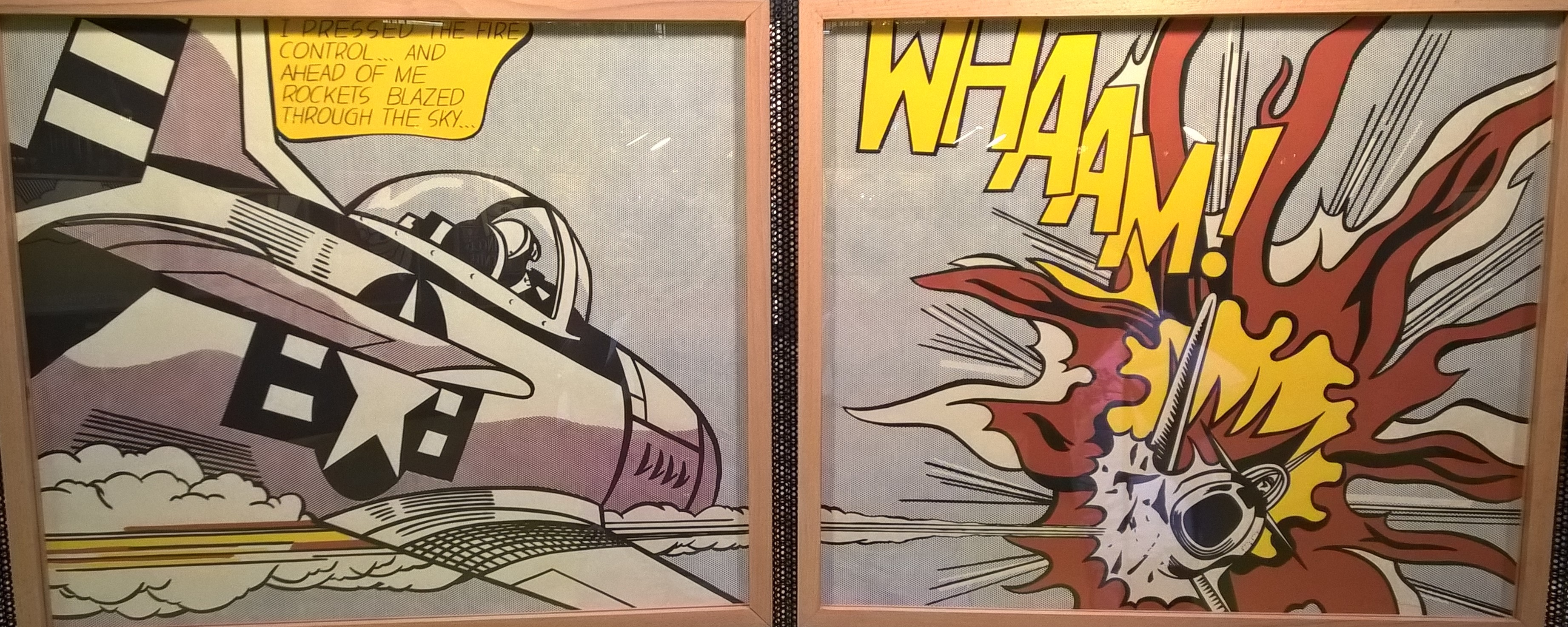
Esempio di Pop art, Roy Lichtenstein, Whaam!, 1963
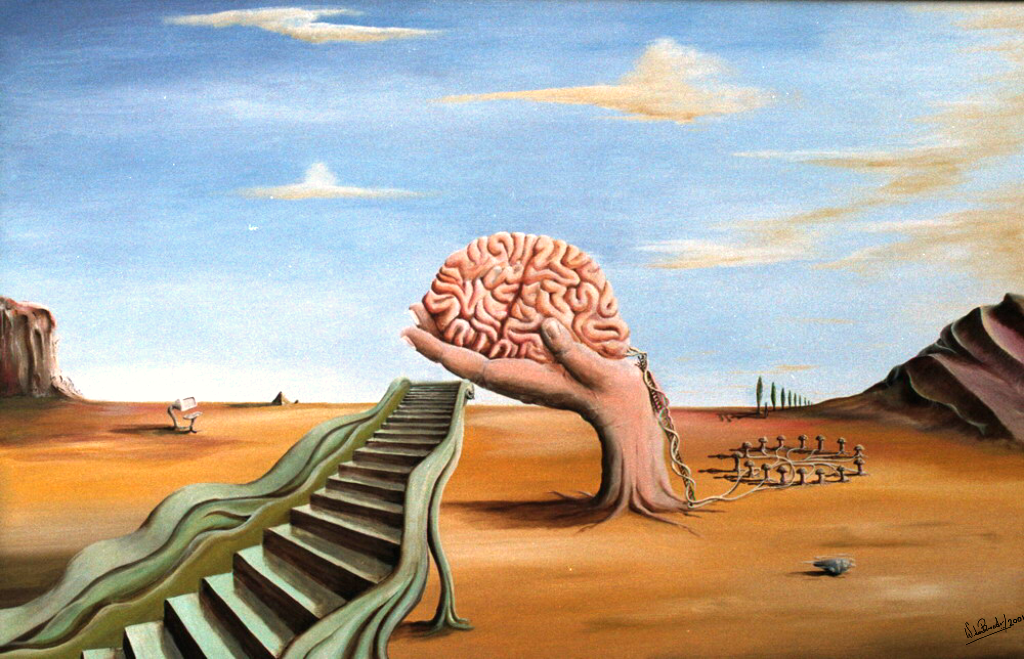
Esempio di Surrealismo, BrainChain, olio su tela di Willem den Broeder (2001)